# 柳原天神社
柳原天神社（やなぎはらてんじんしゃ）は、兵庫県神戸市兵庫区東柳原町に鎮座する神社。天満宮の1つである。

## 由来
菅原道真が大宰府へ左遷される途次、大和田泊に上陸し、真野ケ原一帯の梅花を賞で、「風さむみ雪にまかへて吠く花の柚にそうつれ匂ふ梅が香」と詠んだ。
- 延喜5年（905年）6月 - 里人が道真の遺徳を偲び、梅林を拓いて小祠が建立される。
- 仁安2年（1167年） - 太宰府安楽寺の菅公廟より分霊を迎える。
- 鎌倉時代（1185年 - 1333年） - 時宗の2世である他阿が満福寺を建立する。以後、明治維新まで僧侶が奉仕した。
- 寿永年間（1182年 - 1183年） - 平忠度が戦勝を祈願して「大神画像」を奉納する。
- 正応2年（1289年） - 真光寺中興の一遍が別当となり、拝殿・絵馬堂を増築する。
- 延元元年（1336年） - 新田義貞が武運長久を祈り、豊後國行の銘刀を奉納する。
- 天正年間（1573年 - 1592年） - 摂津伊丹城主の荒木村重が國次の短刀を奉納する。
- 明和9年（1772年） - 前権大納言の藤原定福が拝殿の柱懸双聯を奉納する。
- 明治初年（1868年） - 神仏判然令により独立し、神道祭祀となる。
- 明治6年（1873年）8月 - 村社に列される。
- 明治45年（1912年）3月27日 - 神饌幣帛料供進社に指定される。
- 昭和20年（1945年）3月 - 神戸大空襲により全焼する。
- 昭和33年（1958年） - 再建される。

## 祭事暦
- 初天神 - 1月25日
- 夏祭 - 7月25日
- 秋祭 - 10月25日

## 交通
最寄駅は、JR山陽本線（JR神戸線）の兵庫駅である。　